# سید محمود موسوی (نظامی)
سید محمود موسوی دریادار ارتش جمهوری اسلامی ایران است، که هم‌اکنون به‌عنوان معاون عملیات ارتش ایران فعالیت می‌کند.
او در خلال جنگ ایران و عراق از اعضای نیروی دریایی ارتش بود. وی دانش‌آموخته کارشناسی فرماندهی و هدایت کشتی (مهندسی عرشه) از دانشگاه علوم دریایی امام خمینی است و دوره کارشناسی ارشد را در دانشگاه فرماندهی و ستاد آجا و دوره دکتری را در دانشگاه عالی دفاع ملی سپری کرده است.
موسوی از ۱۳۸۶ تا ۱۳۸۹ فرماندهی منطقه چهارم دریایی امام رضا نداجا را برعهده داشت و با حفظ سمت فرمانده ارشد ارتش در استان گیلان بود، در فاصله سال‌های ۱۳۸۹ تا ۱۳۹۶ به‌عنوان معاون عملیات نیروی دریایی ارتش فعالیت می‌کرد و از بهمن‌ماه ۱۳۹۶ معاون عملیات فرمانده کل ارتش است. وی در سال ۱۳۹۸ درجه دریاداری دریافت کرد.